# Distrito Escolar Unificado de Compton
El Distrito Escolar Unificado de Compton (Compton Unified School District en inglés) es el distrito escolar en California, Estados Unidos. El distrito gestiona escuelas en Compton, Carson, Paramount y área no incorporadas (Willowbrook). Tiene su sede en Compton.

## Escuelas

### Escuelas preparatorias

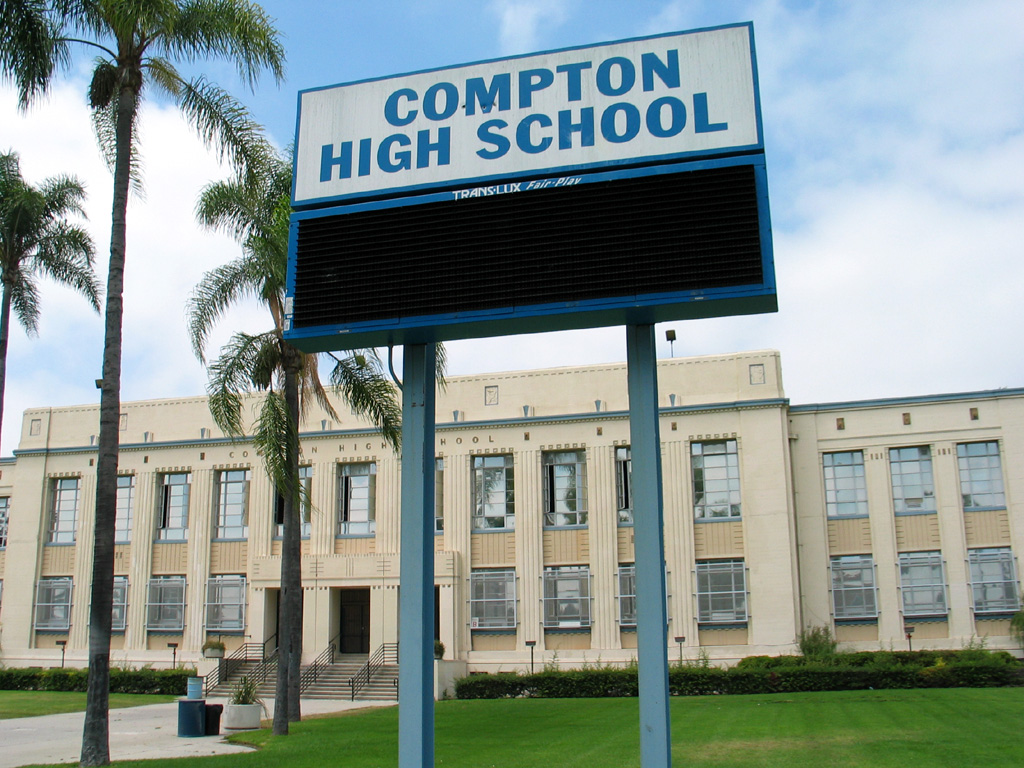
Compton High School

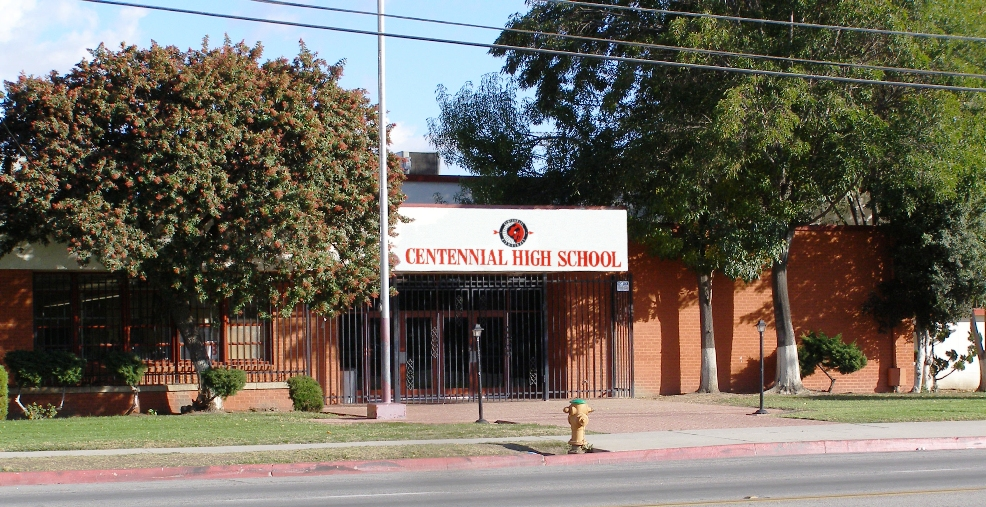
Centennial High School

- Centennial High School
- Compton High School
- Dominguez High School
- Compton Community Day High School